# Ligne argent du métro de Washington
La Silver Line (GR) est l'une des six lignes du métro de Washington.